# Mercer County (Illinois)
Mercer County is een county in de Amerikaanse staat Illinois.
De county heeft een landoppervlakte van 1.453 km² en telt 16.957 inwoners (volkstelling 2000). De hoofdplaats is Aledo.